# 콘스탄틴 이바셴코
콘스탄틴 블라디미로비치 이바셴코 (1963년 10월 3일 출생)는 러시아와 우크라이나의 정치인이자 사업가로, 2022년 4월 6일부터 2023년 1월 23일까지 도네츠크 인민공화국(DPR)과 러시아군에 의한 도시 점령 이후 마리우폴 시장 대행을 역임했다.

## 초기 삶과 경력
콘스탄틴 블라디미로비치 이바셴코는 1963년 10월 3일 주다노프(현 마리우폴)에서 태어났으며, 당시 그곳은 소련의 우크라이나 소비에트 사회주의 공화국에 속해 있었다. 1985년 그는 사라토프 미사일군사령부 공학고등학교를 공학 학위로 졸업했다. 1992년부터 그는 아조브마시 기계 제조 기업에서 근무했으며, 2020년부터 2022년 4월까지 이 회사의 대표를 맡았다.

## 정치 경력
2010년 지방 선거에서 그는 지역당 소속으로 마리우폴 시의회 의원에 당선되었다. 그는 당의 주다노프 지구 마리우폴 지부를 이끌었다. 2015년에는 우리의 땅 소속으로 시의회에 출마했지만, 이번에는 당선되지 못했다. 2016년부터 그는 마리우폴 시의회 집행위원회 위원으로 활동했다. 그는 나시 당의 마리우폴 지부장이었다. 그는 2020년에 인생을 위한 야권연단 소속으로 다시 마리우폴 시의회 의원에 당선되었다.

## 러시아의 우크라이나 침공
도네츠크 인민공화국(DPR)과 러시아군에 의한 마리우폴 부분 점령 이후, 이바셴코는 데니스 푸실린, 즉 도네츠크 인민공화국의 수장에 의해 마리우폴 시장으로 임명되었다. 4월 9일, 도네츠크주 검찰청은 이바셴코에게 계엄령 하에 저지른 반역죄 혐의를 궐석으로 통지했다. 이바셴코는 5월 9일 승리의 날 기념을 위해 시내 일부 지역의 잔해와 시신을 치우라는 명령을 받았다. 이바셴코는 마리우폴 주민들에게 도시가 러시아에 합병되어 로스토프주에 편입될 것이라고 말했다고 전해진다. 8월 26일, 우크라이나 저항센터는 그가 치료를 핑계로 암살 시도 후 도시를 떠났다고 보고했다. 이바셴코는 2023년 1월 23일에 직무에서 해제되었고 올레크 모르군으로 교체되었다.

## 제재
2022년 7월, 유럽연합은 러시아의 우크라이나 침공과 관련하여 콘스탄틴 이바셴코에게 제재를 부과했다.

## 내용주
1. ↑  러시아어: Константи́н Влади́мирович Ива́щенко
우크라이나어: Костянти́н Володимирович Іва́щенко